# AS-90
AS-90은 영국의 자주포이다. 분당 6발 정도의 발사속도를 가지고 있다. 170여대가 생산배치된 상태며 영국 육군이 보유한 최강의 자주포다. 155mm 구경의 주포를 채택해 우수한 화력을 갖추었으며 660마력의 엔진을 탑재해 빠른 기동성을 보유한 첨단 자주포다.

## 역사
영국은 기존의 운용하던 FV433 자주포로는 차세대 육군을 건설하기에는 역부족이었다. FV433 자주포는 분당 4발을 사격하는게 고작이었지만 신개발한 AS-90은 분당 6발을 발사가 가능한 첨단 자주포였다. 총 사업비는 3억 파운드(5,200억원)가 들었으며 170여대를 생산했다. 대당 30억원꼴로 비용이 들었다고 볼 수 있다.

## 운용국
- 영국 - 170여대

## 같이 보기
- M109 팔라딘
- AHS 크라프
- PLZ-05 자주포
- PLZ-45 자주포
- PzH 2000